# Apoclea arabica
Apoclea arabica är en tvåvingeart som beskrevs av Becker 1909. Apoclea arabica ingår i släktet Apoclea och familjen rovflugor. Inga underarter finns listade i Catalogue of Life.